# Upłazkowe Siodło
Upłazkowe Siodło (ok. 1590 m) – przełączka w północno-zachodniej grani Upłazkowej Turni w Dolinie Kościeliskiej w Tatrach Zachodnich. Grań ta oddziela Pisaniarski Żleb (Żleb nad Pisaną) od Wąwozu Kraków. Upłazkowe Siodło znajduje się pomiędzy kulminacją Upłazkowej Turni (ok. 1640 m) a Upłazkową Kopą (ok. 1600 m). W południowym kierunku do Upłazkowego Kotła opada spod przełączki szeroki, trawiasty i skalisty zachód, niżej przechodzący w strome piargowe usypisko. Natomiast na północną stronę, do Pisaniarskiego Żlebu opada dużo mniej stromy i łatwy do przejścia trawiasty zachód.